# オリター
オリターとは、大学における新入生援助を目的とした、学生団体に所属する構成員を指す言葉である。

## 概説
オリターの語は「Orientation Conductor」の略である。
一部の国での大学寮では、新入生に寮生活に早く慣れてもらうため、オリターが置かれている。日本の大学の場合、新入生に大学の環境に早くなれてもらい、より有意義なキャンパスライフを送ってもらうためにオリター制度が置かれている。多くが大学からの公認・援助を受け、積極的に活動を行っている。
オリター設置の経緯として、最初から新歓委員などが学生の自治会に存在し、それが独立した機関に発展したケース、他大学に習うケースなどがある。
立命館大学産業社会学部では「エンター」、龍谷大学では「クラスサポーター」など、名称が変わる場合もある。

## 発祥
日本の大学におけるオリターの発祥は立命館大学（京都市）である。同大学では1960年代から学生自治会が新入生に対し、大学での学習方法や下宿の探し方など、充実した学生生活をおくるためのアドバイスをするなどの活動を始め、大きな役割を果たすようになった。ほぼ同じ時期に同大学は1年次を対象に小人数クラスによる「基礎演習」を導入。そこへ、オリターが参加するようになった。
その結果、1年生は上級生との絆が深まり、授業に積極的に参加するようになるなど、教育効果が上がることが確認された。同大学では学生同士が互いに教え、学び合い成長する在り方を「ピア・エデュケーション」と位置づけ、90年代にオリターを学内の教育支援制度として、正式に位置づけた。

## 活動
オリターの活動は大学によって異なり、基本的に新入生を援助することに変わりはないが、オリター自身の考えや大学側の方針によって変化する。大学という新しい環境下で不安を覚える新入生のために、まず新入生との関係を持つことから始めていくことが多い。
履修相談や勉強のサポートなど、大学のオリターによって活動が広がったり、より専門的であったりする。

## オリター制度のある主な大学
青山学院大学 / 高知大学 / 京都橘大学 / 京都文教大学 / 東京大学 / 東京工業大学 / 東京経済大学 / 千葉大学 / 長野大学 / 名古屋市立大学 / 一橋大学 / 福島大学 / 法政大学 / 松山大学 / 立命館大学 / 龍谷大学など